# Royal Teeth
Royal Teeth ist eine Musikgruppe aus New Orleans, die 2010 gegründet wurde.

## Geschichte
Ihre Debüt-EP Act Naturally wurde im Jahr 2012 veröffentlicht. Royal Teeth veröffentlichten ihr erstes Album Glow mit elf Liedern am 13. August 2013 auf dem Label Dangerbird Records.
Am 20. März 2013 spielten sie bei einer Folge von American Idol ihr Lied Wild. Wild befindet sich auch auf dem Soundtrack von FIFA 13.

## Diskografie
- 2011: The Live Office Session (Live-Album)
- 2012: Act Naturally (EP, Dangerbird Records)
- 2013: Glow (Album, Dangerbird Records)